# Molodijne, Bobrovîțea
Molodijne (în ucraineană Молодіжне) este un sat în comuna Ozereanî din raionul Bobrovîțea, regiunea Cernihiv, Ucraina.

## Demografie
Componența lingvistică a localității Molodijne
     Ucraineană (99,35%)
     Alte limbi (0,65%)
Conform recensământului din 2001, majoritatea populației localității Molodijne era vorbitoare de ucraineană (99,35%), existând în minoritate și vorbitori de alte limbi.